# Дружбинский сахарорафинадный завод
Дружбинский сахарорафинадный завод — предприятие пищевой промышленности в городе Дружба Ямпольского района Сумской области, прекратившее своё существование.

## История

### 1855 - 1917
Сахарный завод в селении Хутор-Михайловский Марчихино-Будинской волости Глуховского уезда Черниговской губернии Российской империи был построен в 1855 году. Изначально это было небольшое предприятие, на котором работали крепостные крестьяне. 
В 1861 году завод переоборудовали и помимо сахара-песка начали производство сахара-рафинада (всего в это время завод производил до 200 тыс. пудов сахара в год). В конце 1860х годов до Хутор-Михайловского была проложена узкоколейная железная дорога от линии Воронеж - Зерновое, что упростило подвоз сырья и вывоз готовой продукции, и способствовало увеличению объёмов производства. В результате, количество работников завода было увеличено до 517 человек.
В это время условия труда на заводе были тяжёлыми, продолжительность рабочего дня составляла 12,5 часов, заработная плата была маленькой (мужчины получали 5 рублей в месяц, а женщины - 3 рубля в месяц), действовала система денежных штрафов. Большинство рабочих жили в бараках и мало пригодных для проживания сараях.
Во время первой русской революции в ночь на 23 февраля 1905 года рабочие сахарного завода и местные крестьяне разгромили сахарный завод в Хутор-Михайловском и экономию его владельца - сахарозаводчика Терещенко. Для подавления выступления в село прибыл отряд конницы с черниговским губернатором и начальником жандармского управления, 168 человек были арестованы и осуждены.
В 1906 году завод был восстановлен, продолжительность рабочего дня уменьшили до 10 часов, однако зарплата осталась низкой. 17 июня 1906 года свыше 300 рабочих завода прибыли в Свессу, где вместе с рабочими других предприятий и крестьянами провели митинг. 18 января 1907 года рабочие завода начали забастовку с требованиями вывести казаков из села, увеличить зарплату до 10 рублей в месяц, ввести 8-часовой рабочий день и уменьшить количество рабочих дней до 24 в месяц. 
В 1907 году через Хутор-Михайловский была проложена магистральная железнодорожная линия Москва - Киев и станция стала железнодорожным узлом (что расширило географию сбыта продукции завода). В это же время на заводе была организована медицинская касса.
Перед началом Первой мировой войны на заводе работало 1960 рабочих (из них 640 женщин), после начала войны в связи с призывом мужчин в действующую армию количество женщин среди рабочих увеличилось. 

### 1918 - 1991
27 декабря 1917 года Советская власть была установлена на станции Хутор-Михайловский (где был избран Совет железнодорожников), 6 января 1918 года - в селении, вслед за этим из рабочих сахарного завода был сформирован отряд Красной гвардии. Под руководством заводского комитета завод был запущен и 18 января 1918 года отгрузил войскам Западного фронта РККА и в Петроград 70 тыс. пудов сахара.
В дальнейшем, в ходе гражданской войны в апреле 1918 года Хутор-Михайловский оккупировали австро-немецкие войска, которые вывезли с завода запасы сахара и оставались здесь до ноября 1918 года. 19 ноября 1918 года селение заняли части наступавшей на харьковском направлении 2-й Украинской советской дивизии РККА.
Восстановление завода началось в конце ноября 1918 года, одновременно с железнодорожным узлом.
В 1921 году при предприятии был построен заводской клуб с библиотекой (ускоривший ликвидацию неграмотности среди рабочих и местных жителей), затем открыт медпункт, а 2 января 1923 года Хутор-Михайловский сахарный завод был вновь введен в эксплуатацию. За сезон сахароварения 1923-1924 гг. было произведено 270 468 центнеров сахара.
В 1925—26 гг. завод был реконструирован и уже в 1926 году он произвёл 3347 тыс. пудов сахара (на 500 тыс. пудов больше, чем в довоенном 1912 году). Производительность труда увеличилась в два раза, количество работников составляло 2858 человек. 
В ходе Великой Отечественной войны 1 октября 1941 года Хутор-Михайловский был оккупирован наступающими немецкими войсками, вслед за этим для охраны железнодорожного узла, складов при железнодорожной станции и сахарного завода здесь был оставлен немецко-полицейский гарнизон. Основные силы гарнизона были сосредоточены на железнодорожной станции и в пожарном депо сахарного завода, в самом поселении на северо-восточной и южной окраинах были размещены две заставы. В 1943 году отступавшие немецкие войска полностью разрушили сахарный завод, расположенный в Хутор-Михайловском.
В соответствии с четвёртым пятилетним планом восстановления и развития народного хозяйства СССР сахарный завод был восстановлен и осенью 1947 года возобновил работу. Позднее, основной продукцией завода стал сахар-рафинад.
В феврале 1962 года в Хутор-Михайловском была введена в эксплуатацию новая ТЭЦ (обеспечившая возможность увеличения объемов производства), а в конце 1962 года в результате слияния трёх поселений (Хутор-Михайловский, сёла Журавка и Юрасовка) возник город Дружба. После этого предприятие получило новое наименование - Дружбинский сахарорафинадный завод.
В 1967 году на заводе была установлена автоматическая линия по упаковке рафинада и конвейер для транспортировки упаковок.
В целом, в советское время завод входил в число ведущих предприятий города.

### После 1991
После провозглашения независимости Украины государственное предприятие было преобразовано в открытое акционерное общество.
В дальнейшем, завод прекратил своё существование и к концу 2006 года был разобран на металлолом.